# 84 Pułk Piechoty (LWP)
84 pułk piechoty – oddział piechoty ludowego Wojska Polskiego.
Sformowany w 1951 według etatu nr 2/130 z 23 marca 1951. Wchodził w skład 22 Dywizji Piechoty. Stacjonował w garnizonie Giżycko. W 1955 podporządkowany 21 DP.

## Skład organizacyjny
dowództwo i sztab
- 2 bataliony piechoty
- artyleria pułkowa
  - dwie baterie armat 76 mm
  - bateria moździerzy
- pułkowa szkoła podoficerska
- kompanie: łączności, gospodarcza
- pluton: saperów

Stan etatowy wynosił1234 żołnierzy i 41 pracowników cywilnych
Rozkazem MON Nr 070 /Org. z  20 września 1952 przeformowano pułk  na nowe  etaty 2/152 o stanie 1060 wojskowych  i 13 pracowników kontraktowych.